# 1957

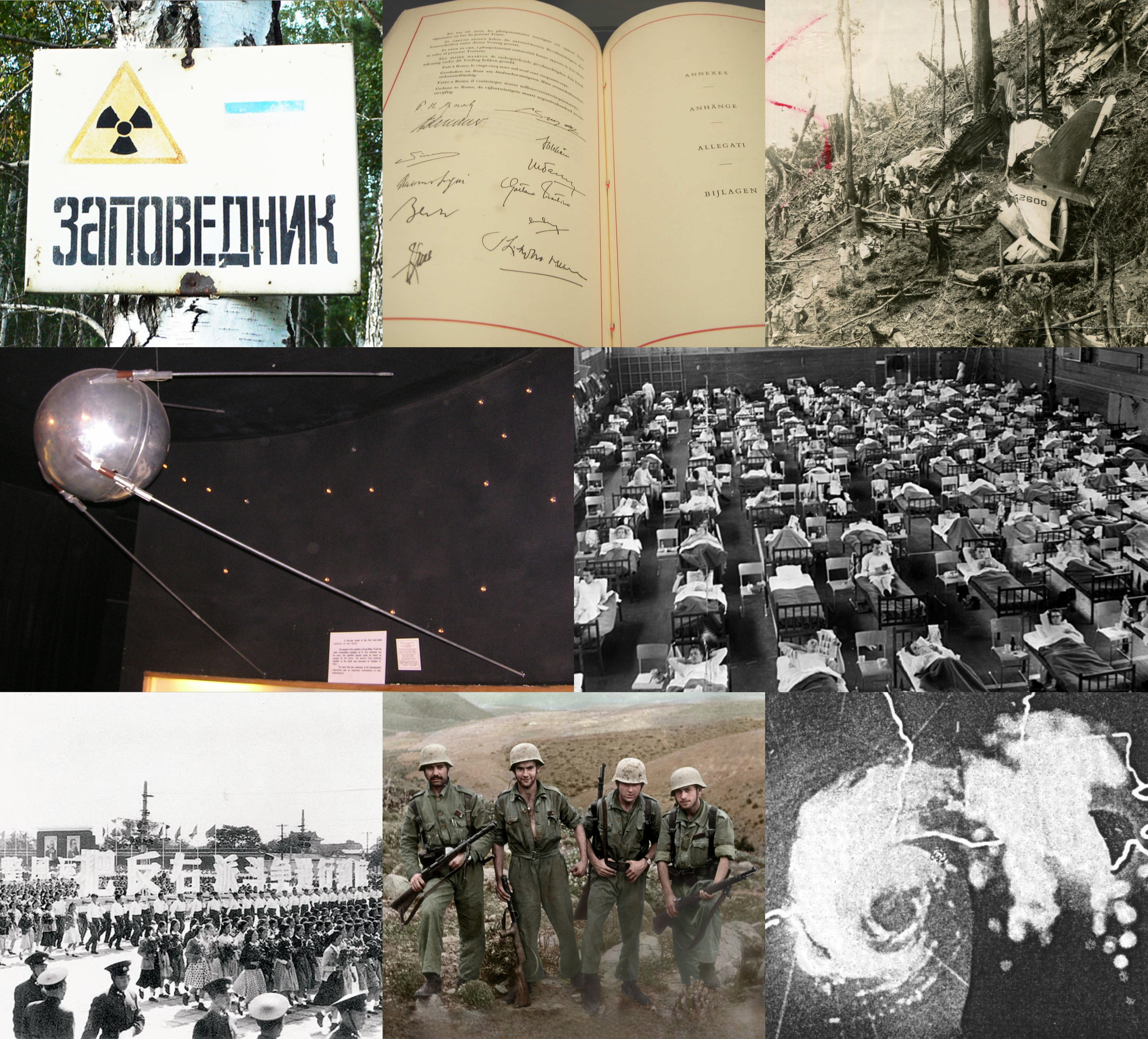

1957 (MCMLVII) là một năm thường bắt đầu vào Thứ ba của lịch Gregory, năm thứ 1957 của Công nguyên hay của Anno Domini, the năm thứ 957  của thiên niên kỷ 2, năm thứ 57  của thế kỷ 20, và năm thứ  8   của thập niên 1950. 

## Sự kiện

### Tháng 2
- 7 tháng 2: Trung Quốc và Sri Lanka thiết lập quan hệ ngoại giao.
- 22 tháng 2: Ngô Đình Diệm bị áp sát hụt tại chợ Tây Nguyên.

### Tháng 3
- 12 tháng 3: Sách tập đọc tiếng Anh The Cat in the Hat ra đời.[1]
- 25 tháng 3: Thành lập Cộng đồng kinh tế châu Âu (EEC), Liên minh châu Âu (EU) với 6 thành viên: Pháp, Bỉ, Luxembourg, Tây Đức, Hà Lan và Ý.

### Tháng 4
- 9 tháng 4: Ai Cập cho mở lại kênh đào Suez.

### Tháng 5
- 24 tháng 5: Tại Đài Loan, bùng phát cuộc bạo động chống Mỹ.

### Tháng 8
- 31 tháng 8: Liên bang Malaysia tuyên bố độc lập.

## Sinh

### Tháng 1
- 17 tháng 1 - Steve Harvey, người dẫn chương trình, diễn viên hài người Mỹ

### Tháng 2
- 18 tháng 2 - Vanna White, diễn viên Mỹ

### Tháng 3
- 10 tháng 3 - Osama bin Laden, trùm khủng bố, tổ chức vũ trang al-Qaeda (m. 2011)
- 15 tháng 3 - Vương Đình Huệ, Chủ tịch Quốc hội Việt Nam

### Tháng 4
- 15 tháng 4 - A Cát Tử, ca sĩ Đài Loan
- 24 tháng 4 - Nguyễn Dương, đạo diễn và diễn viên người Việt Nam

### Tháng 5
- 5 tháng 5 - Châu Thanh, nghệ sĩ cải lương ở Việt Nam
- 8 tháng 5 - Marie Myriam, ca sĩ người Pháp gốc Bồ Đào Nha
- 20 tháng 5 - Noda Yoshihiko, Thủ tướng thứ 62 cửa Nhật Bản

### Tháng 6
- 10 tháng 6 - Lại Văn Sâm, nhà báo, người dẫn chương trình truyền hình, biên tập viên của Đài Truyền hình Việt Nam

### Tháng 7
- 10 tháng 7 - Tô Lâm, Đại tướng, Chủ tịch nước thứ 13 của Việt Nam
- 16 tháng 7 - Phi Phụng, nữ diễn viên người Việt Nam
- 26 tháng 7 - Nguyên Bưu, diễn viên hành động Hồng Kông
- 29 tháng 7 - Kishida Fumio, Thủ tướng thứ 64 của Nhật Bản

### Tháng 9
- 9 tháng 9 - Trịnh Du Linh, nữ diễn viên ở Hồng Kông
- 6 tháng 9 - Y Moan, ca sĩ, Nghệ sĩ Nhân dân, người Ê Đê Việt Nam (m. 2010)
- 12 tháng 9: Hans Zimmer, nhà soạn nhạc, nhà sản xuất thu âm người Đức
- 21 tháng 9 - Kevin Rudd, Thủ tướng thứ 23 của Úc

### Tháng 10
- 1 tháng 10 - Park Hang-seo, huấn luyện viên bóng đá chuyên nghiệp người  Hàn Quốc, cựu huấn luyện viên trưởng Đội tuyển bóng đá U-23 quốc gia Việt Nam và Đội tuyển bóng đá quốc gia Việt Nam

### Tháng 11
- 4 tháng 11 - Tony Abbott, Thủ tướng thứ 28 của Úc

### Tháng 12
- 6 tháng 12 - Andrew Cuomo, Thống đốc New York
- 19 tháng 12 - Phạm Nhuệ Giang, đạo diễn người Việt Nam
- 24 tháng 12 - Hamid Karzai, Tổng thống thứ 13 của Afghanistan

## Mất
- 1 tháng 2 - Friedrich Paulus, Thống chế Đức, cựu tư lệnh tập đoàn quân số 6 Đức quốc xã trong trận Stalingrad
- 8 tháng 2 - John von Neumann, nhà toán học người Mỹ gốc Hungary (s. 1903)
- 2 tháng 5 - Joseph McCarthy, cựu chính trị gia người Mỹ (s. 1908)
- 16 tháng 9 - Tề Bạch Thạch, họa sĩ nổi tiếng của Trung Quốc (s. 1864)
- 22 tháng 9 - Châu Tuyền, ngôi sao điện ảnh và ca sĩ nổi tiếng ở Thượng Hải, Trung Quốc (s. 1920)

## Giải Nobel
- Vật lý - Chen Ning Yang, Tsung-Dao Lee
- Hóa học - Lord Alexander R. Todd.
- Y học - Daniel Bovet
- Văn học - Albert Camus
- Hòa bình - Lester Bowles Pearson